# Hydrophilinae
Hydrophilinae es una subfamilia de coleópteros acuáticos en la familia Hydrophilidae. La subfamilia contiene 1852 especies en 33 géneros y 8 tribus.

## Tribus
- Acidocerini
- Anacaenini
- Berosini
- Chaetarthriini
- Hydrobiusini
- Hydrophilini
- Laccobiini
- Sperchopsini